# اندیس تله دیزک
تله دیزک یک اندیس فلزی است که در حوالی شهر الیگودرز استان لرستان قرار دارد و مادهٔ معدنی موجود در آن، سرب و روی است.  